# Puteoli
Puteoli, dagens Pozzuoli, var en antik stad i Romerska riket, belägen i regionen Kampanien.
Puteoli kommer av latinets "små källor", vilket syftar på de varma källor som fanns i närheten av vulkanen Vesuvius. Puteoli var en av antikens största hamnstäder. De stora spannmålsskeppen från Alexandria angjorde Puteoli för vidare transport till Rom. Men staden var också en exporthamn för varor från Kampanien exempelvis glasvaror och mosaiker. I närheten låg också det romerska imperiets största marinbas Misenum, anlagd av Agrippa, samt de rika romarnas "Monte Carlo" - staden Baiae. Många rika romare hade sina villor i närheten av Puteoli till exempel Sulla, Cicero och Vedius Pollio. Paulus kom hit på sin resa till Rom.

Puteoli omnämns också i den utmärkta boken Väggarnas vittnesbörd - Graffitti och gravinskrifter berättar om livet i Romarriket (Dominic Ingemark, översättning från latin och grekiska Pär Sandin, Natur & Kultur 2018). Staden omnämns i nämnda bok i samband med en hänvisning till romanen Satyricon av Petronius (d. 66 e.Kr.), enligt Ingemark "en av  antikens mest underhållande skrifter", och en av två bevarade latinska romaner. Romanen utspelar sig i Campanien, troligen i hamnstaden Puteoli, inte långt från Pompeji.